# Andreas Franik
Andreas Franik (* 7. Juni 1970 in Potsdam) ist ein deutscher Journalist.

## Leben
1990/91 volontierte Franik beim Berliner Radiosender Hundert,6 und stieg dort bis zum Chefredakteur auf. Später moderierte er im Nachrichtensender n-tv die Börsenformate „Märkte am Morgen“ und Telebörse, die er zeitweise auch als Chef vom Dienst betreute. Von 2008 bis 2013 war er Leiter des Bereiches TV-Kommunikation an der Börse Stuttgart. Seit Juli 2013 ist er Geschäftsführer der Multimediaagentur Fimeco GmbH. Franik ist Dozent an der Frankfurt School of Finance und Mentor an der Dualen Hochschule Baden-Württemberg.